# Östergötlands runinskrifter 156
Östergötlands runinskrifter 156 är en vikingatida runsten på kyrkogården vid Tingstads kyrka mellan Norrköping och Söderköping. Den 1 meter höga stenen är av grå gnejs. Ristningen består av normalrunor i en slinga utformad som en drake eller en drakliknande orm. Stungna i-runor förekommer. Att rundjurets huvud ses från sidan och har den form det har är stildrag som innebär att stenen sannolikt är ristad under perioden 1020-1050.
Stenen har tjänstgjort som tröskelsten i kyrkans södra dörr.. Den togs ut 1862. 1941 restes den på sin nuvarande plats.

## Translitterering
I translittererad form lyder runinskriften:
* tola * lit * reisa * stein * eftiR * þorlak * sun * sin *

## Översättning
I översättning till dagens svenska är följande vad som står på stenen:
"Tola lät resa stenen efter Torlak, sin son"